# Erebia silesiana
Erebia silesiana är en fjärilsart som beskrevs av Meyer-dür 1852. Erebia silesiana ingår i släktet Erebia och familjen praktfjärilar. Inga underarter finns listade i Catalogue of Life.